# 珍妮特·賈根

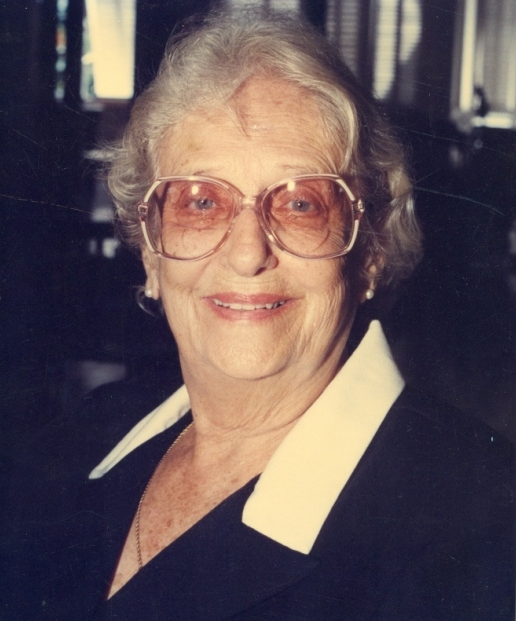
珍妮特·贾根

珍妮特·罗森堡·贾根（英語：Janet Rosenberg Jagan；1920年10月—2009年3月28日）是圭亚那第一位女总统。

## 生平
珍妮特·罗森堡·贾根，生于美国芝加哥的中产犹太人家庭。1942年12月，在库克郡医院做学生护士时，认识了来自圭亚那的切迪·贾根，兩人于1943年结婚，她与身为印度劳工后裔的丈夫回到圭亚那。
1950年，夫妇兩人帮助建立了圭亚那第一个有广泛群众基础的马克思列宁主义政党，即人民进步党。贾根夫妇一直领导圭亚那争取自英国殖民统治中独立，并曾于1955年被捕。1966年，圭亚那摆脱英国殖民统治宣布独立，成立圭亚那合作共和国。
1992年10月9日至1997年3月6日，切迪·贾根擔任总统，并在任上去世。1997年12月19日至1999年8月11日，珍妮特擔任圭亚那首位女总统，之后因健康原因辞职。2009年3月28日，她因腹部剧烈疼痛住进圭亚那首都的国立乔治敦公立医院，在入院五小时后因腹动脉瘤去世。此前数周，她在住所附近摔倒，右肩骨折。